# Kaufhaus Biller

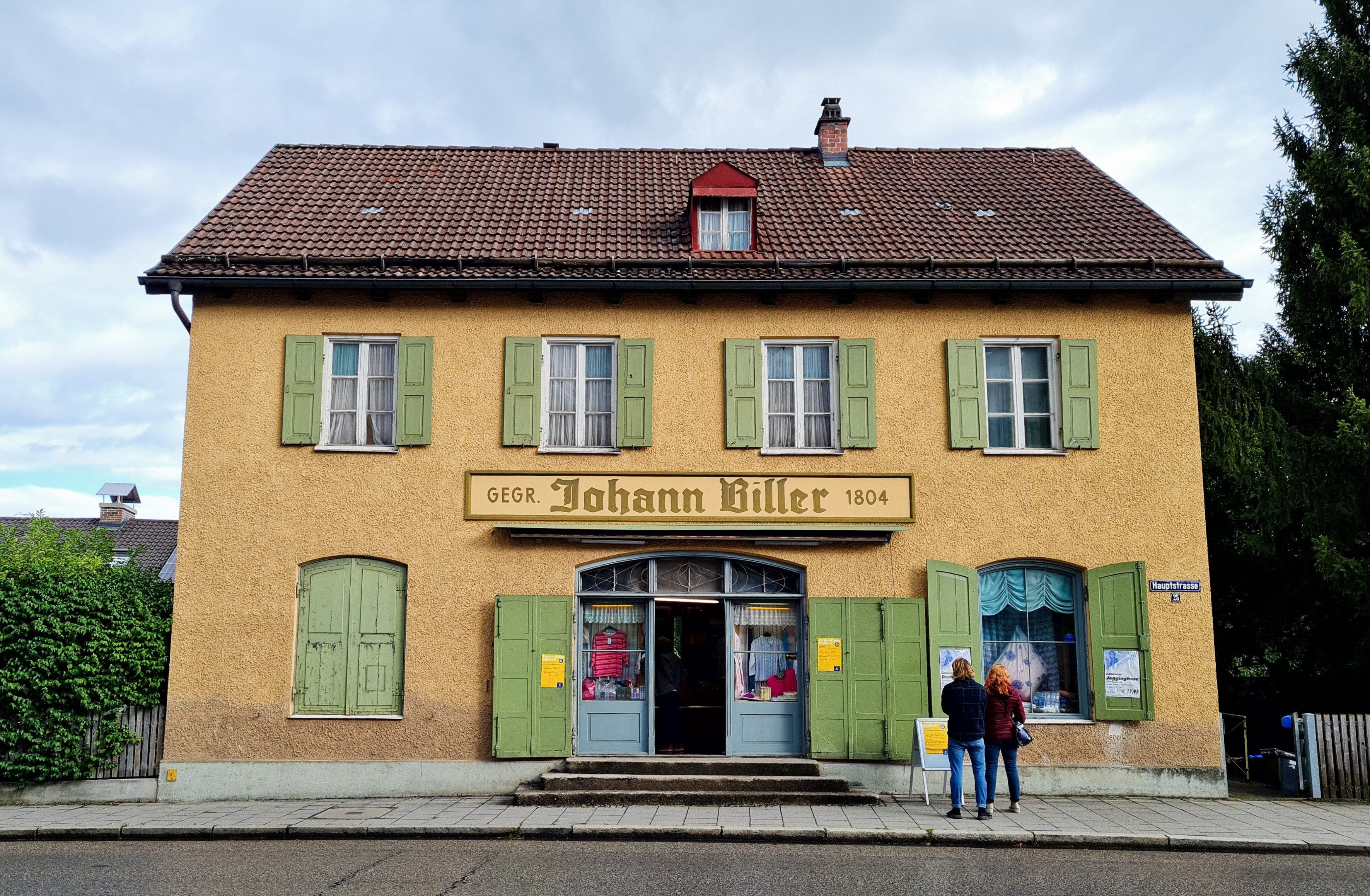
Kaufhaus Biller Starnberg

Das Kaufhaus Biller ist ein denkmalgeschütztes ehemaliges Kaufhaus in der oberbayerischen Kreisstadt Starnberg. Das Haus wurde in den 1850er Jahren erbaut und beherbergte von 1857 bis 2013 das gleichnamige Kaufhaus. Seit 2023 befindet sich darin eine Werkstatt und Wohnungen. Unter Denkmalschutz steht auch die Inneneinrichtung Ladens aus der Biedermeier-Zeit.

## Geschichte
Das Gebäude wurde in den 1850er Jahren für ein anderes Ladengeschäft an der Hauptstraße 25 in Starnberg errichtet. Erst 1857 erwarb der Gemischtwarenhändler Johann Baptist Biller das Anwesen. Damit war es ihm möglich, mit einem von seinem Vater bereits 1804 im Jägerhuber-Haus (heute Josef-Jägerhuber-Straße 1) gegründeten Geschäft zu expandieren. Zu diesem Zeitpunkt erfuhr die Kreisstadt am Starnberger See durch das 1851 in Dienst gestellte Dampfschiff Maximilian und die 1854 eröffnete Bahnstrecke München–Starnberg starken Besucherzuwachs.
Um 1860 entstand das Wohn- und Geschäftshaus in dessen heute noch vorhandener Form. Seine Lage im Zentrum von Starnberg und seine exklusive Ausstattung waren geradezu prädestiniert für eine vornehme Kundschaft. Schließlich hatten sich nahe der Kreisstadt Starnberg hochrangige Mitglieder des Hauses Wittelsbach angesiedelt, wie 1831 Prinz Karl von Bayern mit Bau der Villa Almeida, 1834 Herzog Max in Bayern mit Erwerb der Schlösser Possenhofen und Garatshausen, schließlich sogar 1850 König Max II. von Bayern selbst mit dem Ankauf der Roseninsel und einer wenig später erfolgten Planung für eine neue Sommerresidenz im Lenné-Park bei Feldafing.
Mit dem Bau von Sommerhäusern am Starnberger See folgten Adel und Großbürgertum. Der Bedarf für eine gut sortierte Warenhandlung war durch das Kaufhaus Biller vorhanden. Es näherte sich damit dem Charakter eines Hoflieferanten.
1934/35 war mit Bau der Olympiastraße zwischen München und Garmisch-Partenkirchen eine Verbreiterung der Hauptstraße in Starnberg geplant. Das Kaufhaus Biller sollte diesem Projekt weichen. Die damalige Geschäftsinhaberin Berta Biller blieb unerschrocken. Mit Unterstützung eines Münchner Anwalts gelang ihr die Verzögerung des drohenden Zwangsverkaufs ihres Anwesens. Der Beginn des Zweiten Weltkriegs machte die Ausbaupläne dann vollends zunichte.
Das Kaufhaus Biller blieb bis zur Schließung im Jahr 2013 im Familienbesitz. Es bot weitgehend alle Waren des täglichen Bedarfs an. Die letzte Inhaberin und Urgroßnichte Johann Baptist Billers, Gertrud „Trudi“ Weiß (geb. Roiderer), starb im April 2021.

## Denkmalgeschützte Ladeneinrichtung
Der Laden verfügt über originale Schaufenster aus der Bauzeit. Über einen Treppenpodest gelangt man zur Eingangstüre, die genau wie die seitlichen Schaufenster mit eisernen Fensterläden gesichert werden kann. Die qualitätsvolle Einrichtung stammt ursprünglich aus dem 1804 gegründeten Geschäft in der Josef-Jägerhuber-Straße 1 und kann in die Zeit um 1830 bis 1840 datiert werden. Sie ist aus Kirschbaum gefertigt und mit Pilastern gegliedert, die mit schmalen Spiegeln hinterlegt sind. Bemerkenswert sind neben der damals sehr fortschrittlichen Konstruktion mit Schiebeelementen die dunkel abgesetzten Zierelemente mit Akanthus, Palmetten- und Rosettenmotiven in Entsprechung zu höfischen Möbeln.

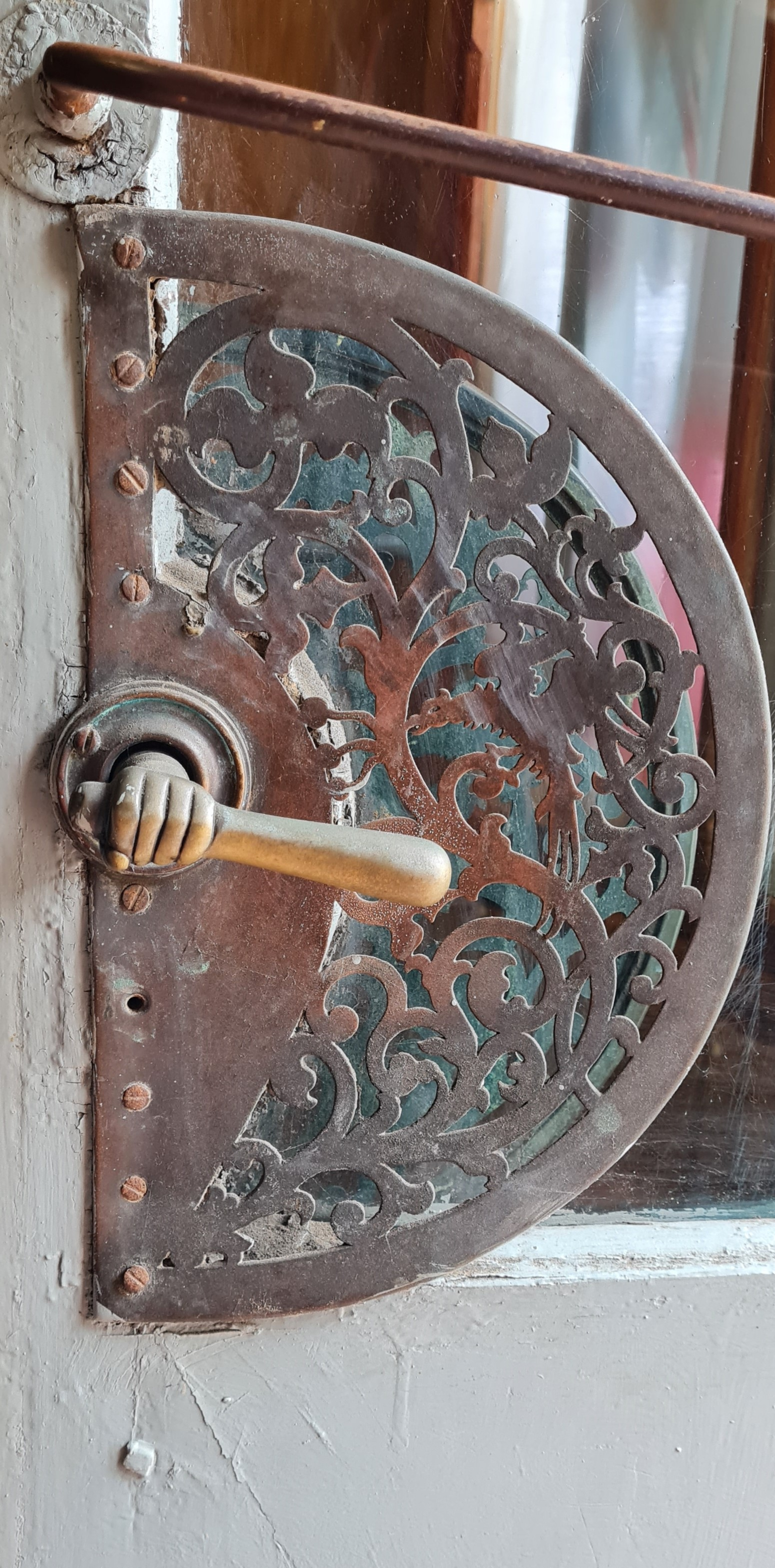
Detail der Eingangstüre
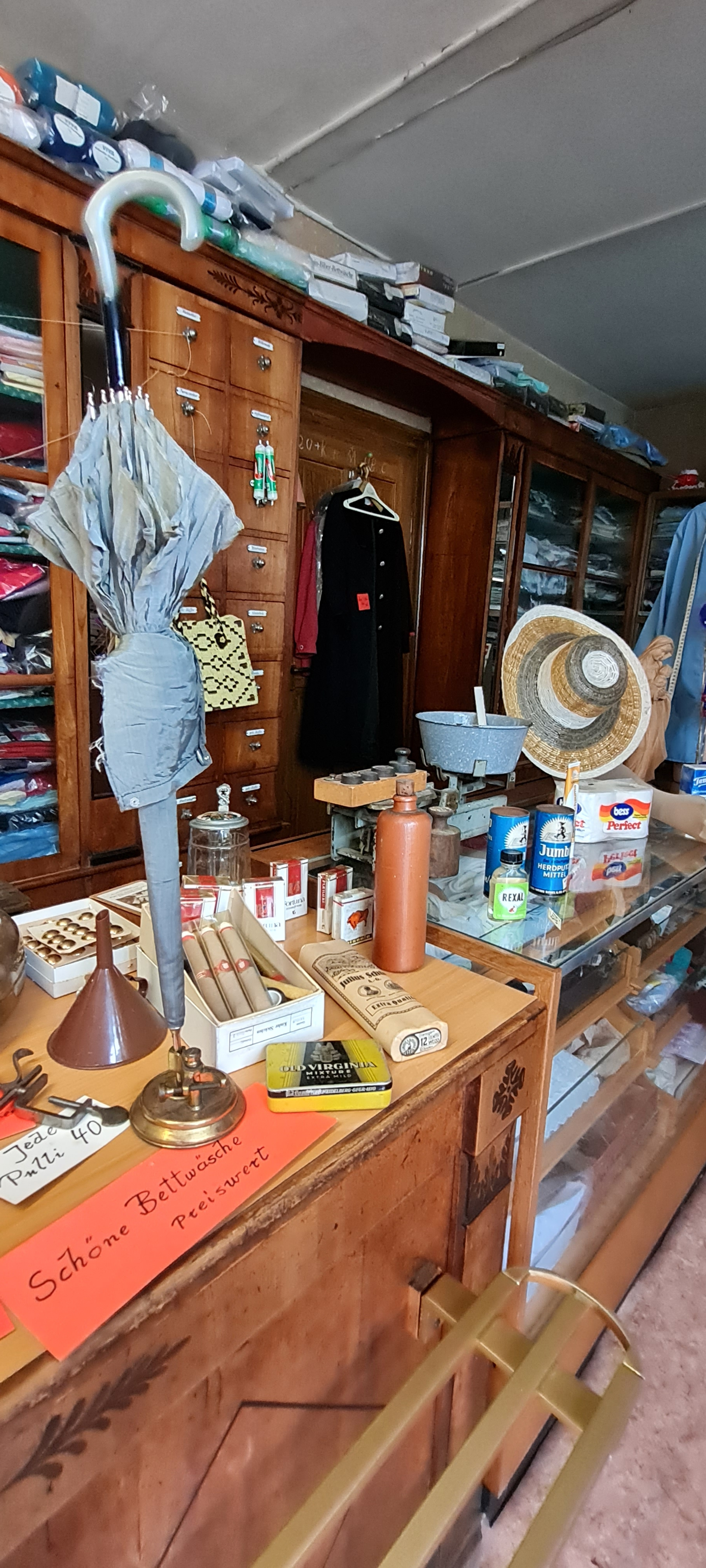
Interieur
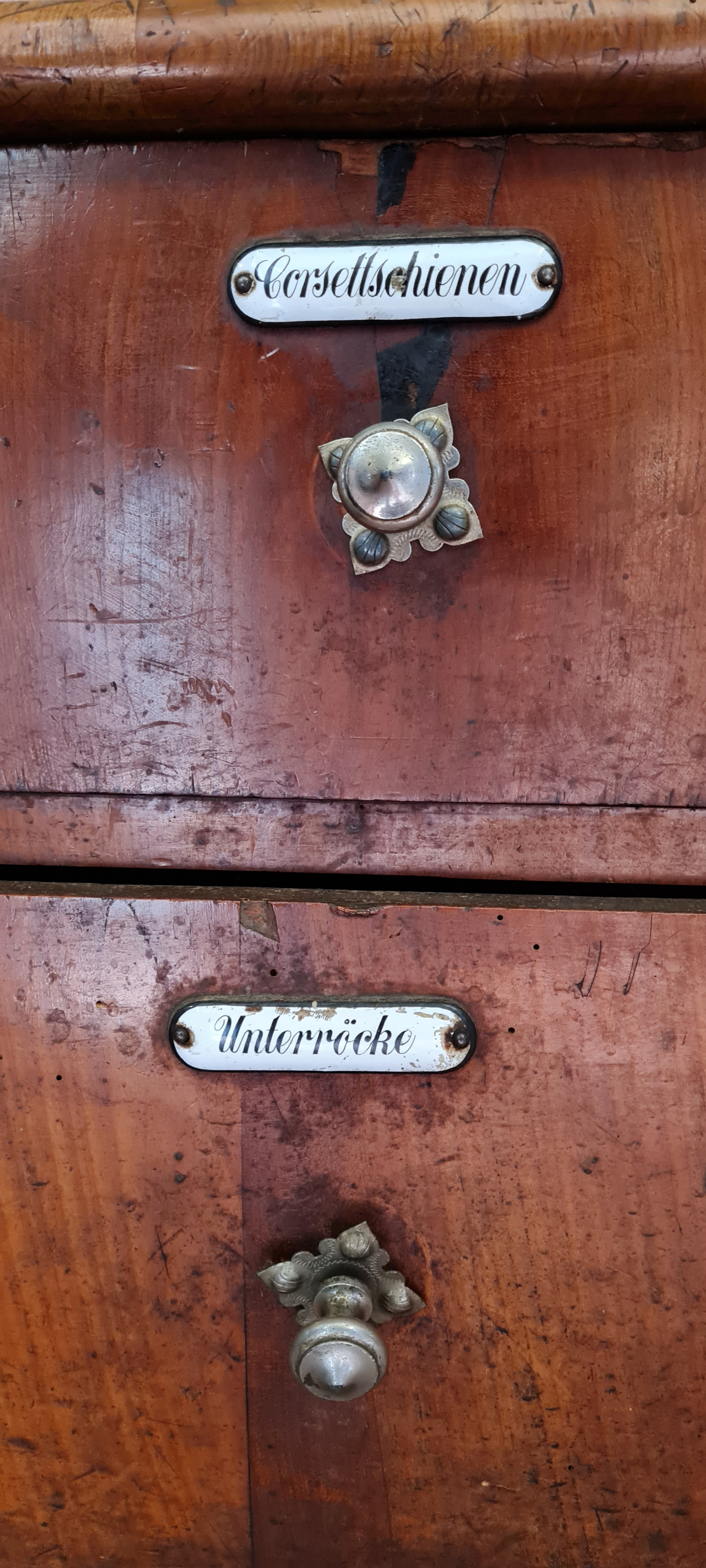
Schubkästen mit Emailschildern in Originalbeschriftung aus dem 19. Jahrhundert
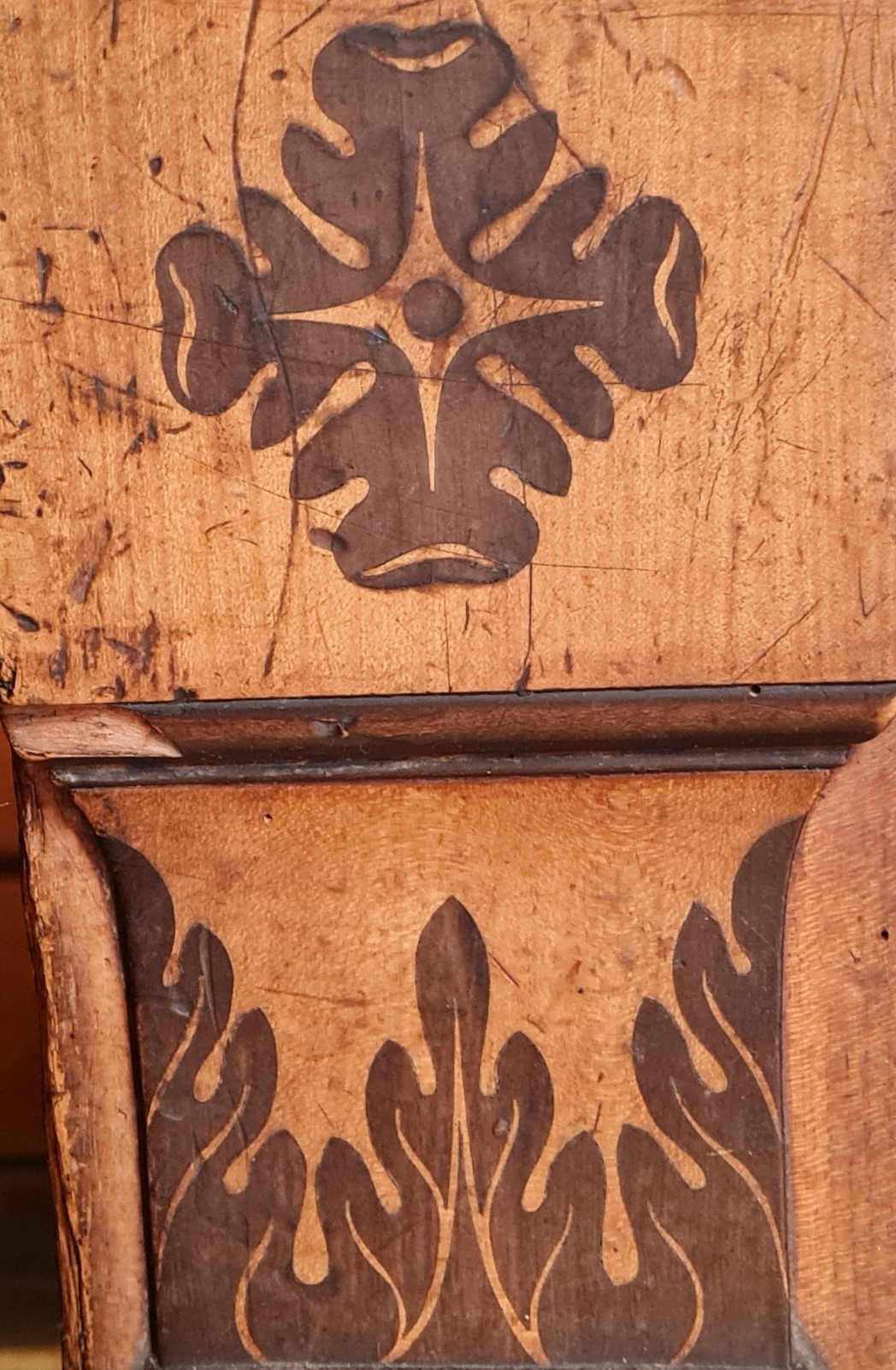
Detail an einem Warenschrank aus dem 19. Jahrhundert in Form einer Rosette und Palmette (Intarsien)

Die im oberen Bereich der Schränke angebrachten Vitrinen dienten offenbar zur Präsentation von Stoffballen. Bis heute vorhanden sind auch die Emailleschilder im unteren Bereich der Warenschränke, die ebenfalls auf Textilien als Schwerpunkt des ursprünglichen Sortiments verweisen: „Kurzwaaren“, „Unterleibchen“, „Corsettstangen“… Daneben werden auch damals luxuriöse Genussmittel wie Kaffee und (Trink)-Schokolade aufgeführt sowie exotische Gewürze wie Zimt und Muskat, ebenso Mandeln, Lorbeerblätter und „Senfmehl“ für den Bedarf der feinen Küche. Auch damit zeigt sich eine vornehme Kundschaft als Zielgruppe des Kaufhauses Biller. Zum Sortiment gehörten aber auch „Nachtlichter“ und „Waschblau“, was die Datierung vor der Jahrhundertmitte des 19. Jahrhunderts bestätigt. Dieses Bleichmittel für weiße Wäsche kam um 1840 in den Handel. Das Kaufhaus Biller bot jedoch stets bedarfsgerecht noch eine Reihe weiterer Waren an, wie etwa Angelschnüre, Schießpulver, ja sogar Weihrauch. Diese wurden in den Nebenräumen bereitgehalten.
Ab Mitte des 20. Jahrhunderts war auch eine große Auswahl an Schnittmuster-Bögen im Sortiment. Eine Fülle verschiedenster Originalwaren und Gegenstände hatte sich im Laden erhalten. "Geschäftsunterlagen, Korrespondenz, Privatunterlagen und Fotos sind [2023] ins Stadtarchiv Starnberg gewandert und werden dort ausgewertet.".

## Nachnutzung

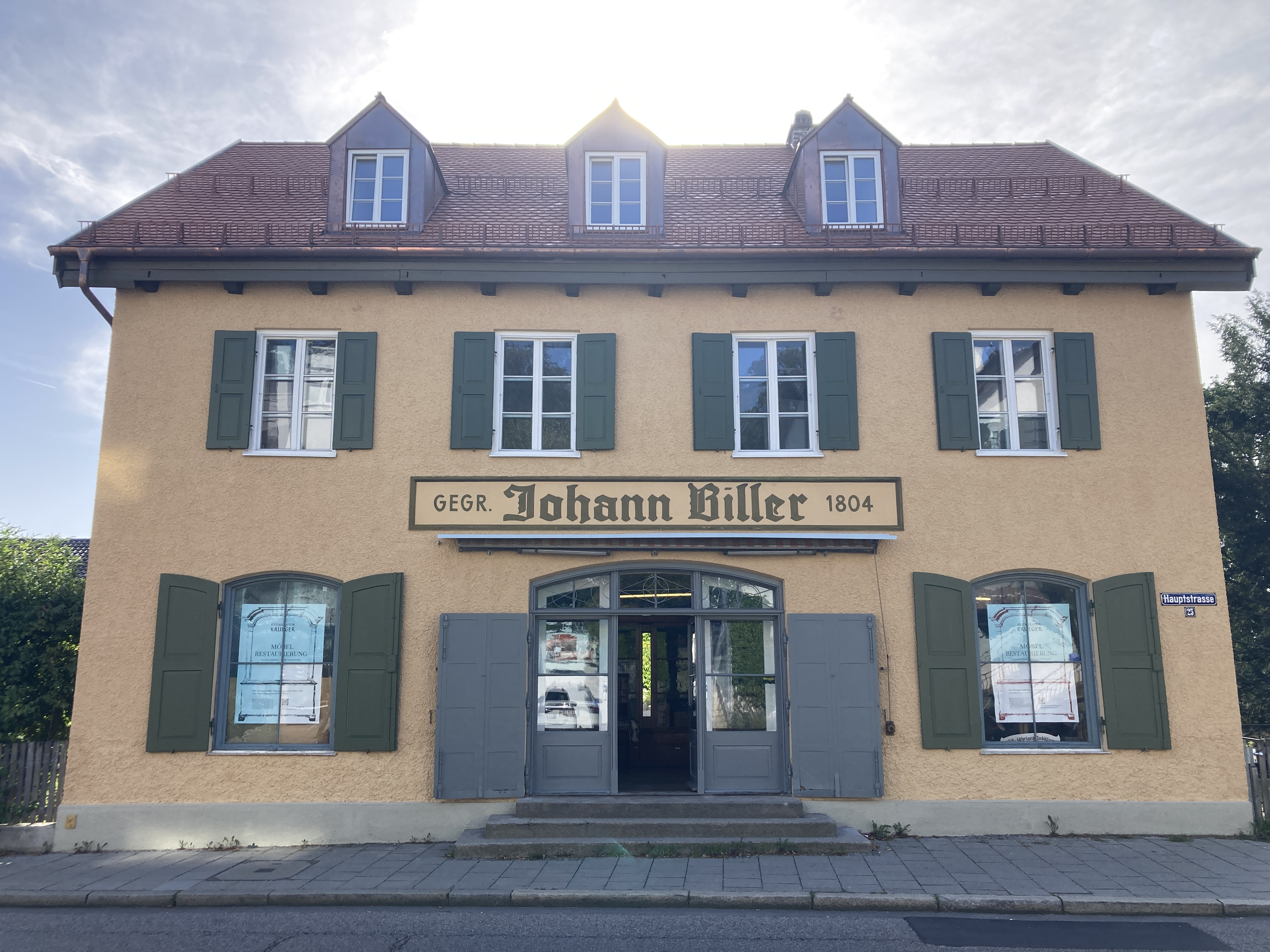
Kaufhaus Biller nach Renovierung

Nach dem Ende der Nutzung als Kaufhaus fanden im Erdgeschoss immer wieder Kulturveranstaltungen statt. Die letzte Eigentümerin Trudi Weiß starb 2021 und vermachte das Haus der Kirche. Schon 2022 war das Gebäude zum Tag des offenen Denkmals für Interessierte geöffnet. Ende des Jahres verkaufte die Kirche das Grundstück an die Starnberger Unternehmerfamilie Krüger, die es im Einklang mit dem Denkmalschutz bis Anfang 2024 renovierte. Dabei wurde der ursprüngliche Dielenboden und Deckenbalken freigelegt. Auch wurden passende Türen, Schlösser und Fenster saniert. Eine Dämmung war nur innen erlaubt und es kamen Innenfenster zur Isolierung hinzu. Außerdem befinden sich auf dem Dach nun drei größere Dachgauben. Für die Sanierung erhielt der Eigentümer einen Zuschuss vom Bezirk Oberbayern in Höhe von 50.000 Euro.
Die ehemaligen Ladenräume dienen seit 2024 dem Kunstrestaurator Severin Krüger als Werkstatt. Das renovierte Erdgeschoss konnte am Tag des Offenen Denkmals 2024 besichtigt werden.